# Calotes mystaceus
Calotes mystaceus is een hagedis uit de familie agamen (Agamidae).

## Naam en indeling
De wetenschappelijke naam van de soort werd voor het eerst voorgesteld door André Marie Constant Duméril en Gabriel Bibron in 1837.

## Uiterlijke kenmerken
De agame kan een lichaamslengte bereiken van ongeveer 38 centimeter inclusief de staart. De staart is ongeveer 1,5 keer zo lang als het lichaam. Calotes mystaceus heeft een slank en fijngebouwd lichaam; de poten en tenen zijn vrij lang om goed te kunnen klimmen. Van de bovenkant van de kop tot het midden van de rug loopt een kam met grove, lange stekels.
Net zoals de bloedzuiger (Calotes versicolor) heeft deze agame een merkwaardig kleurenpatroon; een uniform lichtbruin lichaam maar een fel gekleurde kop; bij de bloedzuiger is deze roodoranje, bij Calotes mystaceus is deze blauw. Omdat de hagedis ook nog eens een brede witte streep heeft in het midden van de zijkant van de kop, van neusgat tot net achter het trommelvlies, is deze soort makkelijk te herkennen. Mannetjes krijgen in de paartijd vaak een oranje kleur aan de keel. Ook vrouwtjes hebben een blauwe kop, maar deze is lang niet zo helder en meestal staalgrijs. Zowel mannetjes als vrouwtjes hebben een donkere schoudervlek.

## Verspreiding en habitat
Calotes mystaceus komt voor in delen van Azië en leeft in de landen Cambodja, China, noordoostelijk India, Laos, Myanmar, Thailand, en Vietnam. In de Verenigde Staten is de hagedis geïntroduceerd in de staat Florida.
De agame houdt van afwisselende terreinen; zowel open plekken als bomengroepen waar hij in kan vluchten bij gevaar. Meestal is de soort te vinden in hellende terreinen met rotsachtige bodems en vegetatie die bestand is tegen droogte.

## Levenswijze
De agame bevindt zich meestal in de bomen, zowel op hellende vlakken als tegen boomstammen. De hagedis komt ook vaak op de bodem om te zonnen. De agame is schuw en blijft weg van menselijke activiteit, bij de minste verstoring schiet het dier in een boom. Het voedsel bestaat uit geleedpotigen zoals insecten maar als hij de kans krijgt worden ook andere hagedissen en kleine zoogdieren gegeten.
Calotes mystaceus zelf wordt beschouwd als delicatesse door de lokale bevolking, de dieren worden uit de bomen geschoten met een katapult.